# Michael Gehrke
Michael „Mike“ Gehrke (* 6. November 1943 in Hannover; † 3. Juni 2004 ebenda) war ein deutscher Jazzorganisator. Er war Stadtimagepfleger von Hannover und in seiner Heimatstadt auch als Mr. Jazz bekannt.

## Leben
Nach seiner kaufmännischen Ausbildung besuchte Gehrke eine Werbefachschule und war zeitweise in den USA. Seit 1968 war Gehrke Vorsitzender des Jazz Club Hannover und Vizepräsident der Europäischen Jazzföderation. Von 1969 bis 1972 war er Verwaltungsleiter des Kunstvereins Hannover.
Gehrke wird häufig mit dem Altstadt-Flohmarkt in Hannover, dem ältesten in Deutschland, identifiziert. Am 8. April 1967 veranstaltete der Aktionskünstler Reinhard Schamuhn nach einer Idee des hannoverschen Journalisten Klaus Partzsch vor dem Leibnizhaus einen Trödelmarkt. Daraus entwickelte sich in der Folge der Flohmarkt am Hohen Ufer, dessen Organisation Gehrke übernahm.
Im Juni 1972 wurde Gehrke zum hauptamtlichen Imagepfleger ernannt, mit Zuständigkeit für das Altstadtfest, das Straßenkunstprogramm, die Stadtwerbung und die Durchführung des Flohmarktes. Ab 1973 war er als Leiter des von Martin Neuffer neu geschaffenen Amtes für Kommunikationsförderung der Stadt tätig, das auch für die Kontaktpflege zur Bürgerschaft und die „Betreuung“ von Bürgerinitiativen zuständig war.
Im Gedächtnis der Hannoveraner blieb Gehrke, der selbst in den 1960er Jahren eine Dixieland-Band leitete und auch in den 1980er Jahren in einer von ihm gegründeten Band (Salty Dogs) gelegentlich sang, besonders als Organisator der jährlichen Jazz-Tage und des Festivals Swinging Hannover am Himmelfahrtstag. 1978 verlieh New Orleans als „Wiege des Jazz“ Gehrke und darauf auch dem Jazzclub Hannover die Ehrenbürgerschaft.
1994 wurde er für sein jahrzehntelanges ehrenamtliches Engagement für die Musik mit dem Verdienstkreuz des Verdienstordens der Bundesrepublik Deutschland und im Jahre 2000 mit dem Verdienstkreuz am Bande des Niedersächsischen Verdienstordens ausgezeichnet.
Mike Gehrkes Grab findet sich auf dem Stadtfriedhof Engesohde.
In der Telefonwarteschleife der Stadt Hannover begrüßt Gehrkes Stimme nach wie vor Anrufende und bittet um Geduld. Das dazu gespielte Musikstück wurde vom Pianisten Max Vax komponiert. Nach Gehrke ist am Leineufer nahe dem samstäglichen Flohmarkt ein Fußgängerweg als Mike-Gehrke-Promenade benannt worden.

### Drucke
- Gerhard Evertz (Hrsg.): Ein Club macht Jazz. 25 Jahre Jazz-Club Hannover. Jazz-Club Hannover, Hannover 1991.
- All that Jazz, 2007, passim.
- Helmut Knocke, Hugo Thielen: Gehrke, Mike (Michael). In: Hannover Kunst- und Kultur-Lexikon. S. 236.
- Hugo Thielen: Gehrke, Mike. In: Klaus Mlynek, Waldemar R. Röhrbein (Hrsg.) u. a.: Stadtlexikon Hannover. Von den Anfängen bis in die Gegenwart. Schlütersche, Hannover 2009, ISBN 978-3-89993-662-9, S. 207.
- Vanessa Erstmann: „Vorwärts nach weit“ – Mike Gehrke und die Imagepolitik Hannovers; In: Hannoversche Geschichtsblätter 65 (2011), Hannover 2011

### Elektronische Ressourcen
- Gerhard Evertz: Jazz. Eine Zeitreise durch das Hannover der 40er- bis 60er-Jahre. Compact Disc-R (CD-R) plus Beilage, Platanenhof 32, Hannover 2004
- Music for Mike. CD, Interpret: Mike Gehrke. Ingo Schmidt, Hannover [ohne Datum] (DNB 1000322300).